# I Married a Doctor
I Married a Doctor è un film del 1936 diretto da Archie Mayo.
È un film drammatico statunitense con Pat O'Brien, Josephine Hutchinson e Ross Alexander. È basato sul romanzo del 1920  Main Street: The Story of Carol Kennicott di Sinclair Lewis.

## Produzione
Il film, diretto da Archie Mayo su una sceneggiatura di Casey Robinson e un soggetto di Sinclair Lewis, fu prodotto da Harry Joe Brown per la Warner Bros. e la First National Pictures e girato nei Warner Brothers Burbank Studios a Burbank, California, da metà gennaio 1936.

## Distribuzione
Il film fu distribuito negli Stati Uniti dal 25 aprile 1936 al cinema dalla Warner Bros.
Altre distribuzioni:
- in Finlandia il 23 agosto 1936
- in Francia il 9 aprile 1937 (Sa vie secrète)
- in Germania Ovest il 14 dicembre 1963 (Kleine Stadt mit Tradition, in TV)
- in Brasile (Mulher de Médico)